# Grupo semisimple
En matemáticas, un grupo de Lie se llama semisimple si su álgebra de Lie es semisimple.

## Ejemplos
- El grupo especial lineal {\displaystyle {\text{SL}}(n,\mathbb {R} )} y su versión compleja {\displaystyle {\text{SL}}(n,\mathbb {C} )} son grupos de Lie semisimples.
- Los grupos especiales ortogonales {\displaystyle {\text{SO}}(n,\mathbb {R} )} y {\displaystyle {\text{SO}}(n,\mathbb {C} )} son grupos de Lie semisimples.
- El grupo {\displaystyle {\text{GL}}(2,\mathbb {C} )} no es semisimple porque tiene un toro normal no trivial. Es un ejemplo de grupo de Lie reductivo no semisimple.
- Sea G un grupo triangular, es decir, un grupo de Lie conexo cuya álgebra de Lie admite una representación fiel en un grupo de matrices triangulares de dimensión finita sobre {\displaystyle \mathbb {R} } o {\displaystyle \mathbb {C} }. Entonces G no es semisimple.